# Липскомб, Уильям Нанн
Уильям Нанн Липскомб (Липском) (англ. William Nunn Lipscomb, Jr.; 9 декабря 1919, Кливленд, штат Огайо — 14 апреля 2011, Кембридж) — американский химик, лауреат Нобелевской премии. Основные исследования в области ядерного магнитного резонанса, теоретической химии, химии бора и биохимии.

## Биография

### Основные моменты
Липскомб родился в Кливленде, штат Огайо. В 1920 году его семья переехала в Лексингтон, штат Кентукки, где он прожил до тех пор, пока не получил степень бакалавра по химии в университете Кентукки в 1941 году. Он получал степень доктора философии по химии в Калифорнийском институте технологий до 1946 года.
С 1946 по 1959 год он преподавал в Университете Миннесоты. С 1959 по 1990 год он был профессором химии в Гарвардском университете, где с 1990 года был почетным профессором.
C 1944 по 1983 год Липскомб был женат на Мэри Адель Сарджент. У них было трое детей, один из которых прожил всего несколько часов. В 1983 году Уильям женился на Жан Эванс. У них была одна приемная дочь.
Липскомб проживал в Кембридже, штат Массачусетс, до 2011 года, скончавшись от пневмонии.

### Ранние годы
В школьные годы Липскомб имел коллекции из нескольких насекомых, домашних животных, камней и минералов.
Имея огромный интерес к изучению астрономии Уильям много времени проводил в обсерватории университета Кентукки, где профессор Х. Х. Даунинг дал ему экземпляр «Астрономии Бейкера». Из этой книги и разговоров с Даунингом, который, впоследствии, был его другом на протяжении многих лет, Липскомб получает обширные знания в области физики.
В возрасте 12 лет Липскомб получил небольшой набор юного химика, расширив его различными аппаратами и химикатами, которые он заказал у производителя. Липскомб сделал свой собственный фейерверк, тем самым удивив наблюдавших совокупностью различных цветов, запахов и взрывов. Лишь однажды его мать озадачилась происходящим, когда он пытался изолировать большое количество мочевины от мочи.
Так же в своей автобиографии Липскомб отмечает, что именно благодаря своему научному руководителю Лайнусу Полинг  он решил реализовать себя в области биохимических исследований .

### Образование
Учитель химии средней школы Липскомба, Фредерик Джонс, дал Липскомбу свои книги в колледже по органической, аналитической и общей химии и попросил только лишь то, чтобы Липскомб сдал все экзамены. Во время лекций Липскомб сидел на последней парте и исследовал получение водорода из формиата натрия (или оксалата натрия) и гидроксида натрия, описывая возможные побочные реакции.
Позднее Липскомб прошел курс физики средней школы и занял первое место в государственном конкурсе по этому предмету. Он также очень заинтересовался специальной теорией относительности.
В колледже в Университете Кентукки Липскомба проводил независимое исследование, читал «Элементы квантовой механики» Душмана, «Основы физики и атомной физики» Питтсбургского университета, «Природа химической связи» и «Структура молекул и кристаллов» Полинга. Профессор Роберт Х. Бейкер предположил Липскомбу исследовать получение производных спиртов из разбавленного водного раствора без предварительного разделения спирта и воды, что привело к первой публикации Липскомба.
Для аспирантуры Липскомб выбрал Калифорнийский технологический институт, который предложил ему должность ассистента преподавателя в области физики за 20 долларов в месяц. При этом  Северо-Западный университет предлагал ему 150 долларов в месяц. А Колумбийский университет отклонил письмо Липскомба о поступлении в аспирантуру.
Предполагалось, что в Калифорнийском технологическом институте Липскомб будет изучать квантовую механику с профессором В. В. Хьюстоном в физическом отделе, но после первого семестра Уильям перешел на химический факультет под руководство профессора Лайнуса Полинга. Во времена Второй мировой войны работа Липскомба в аспирантуре разделилась на две части. Он занимался анализированием размеров частиц дыма, но в основном работал с нитроглицерином-нитроцеллюлозными пропеллентами.

### Поздние годы
В преподавательские годы за Липскомбом закрепилось прозвище "полковник", которое дал ему один из его студентов  Мюррей Вернон Кинг. Этим его подопечные выражали ему свое уважение и признание.  Несколько лет спустя в 1973 году Липскомб стал членом Почетного ордена полковников Кентукки.
В 1992 году Липскомб подписал «Предупреждение человечеству».
Наряду с многими другими лауреатами Нобелевской премии, Липскомб регулярно выступал на ежегодной церемонии вручения Нобелевских премий вплоть до 30 сентября 2010 года.

## Научные исследования
Липскомб работал в основном в трех направлениях: ядерном магнитном резонансе, химии бора и природе химической связи, а также исследовании больших биохимических молекулах. Эти области пересекаются друг с другом и имеют много общих научных методов. В первых двух областях Липскомб нашел множество нерешенных проблем, решение которых сделал своими целями.

### Ядерный магнитный резонанс и химический сдвиг.
В этой области Липскомб предположил, что «... прогресс в определении структуры для новых видов полиборанов, замещенных боранов и карборанов будет значительно ускорен, если будут использованы спектры ядерного магнитного резонанса, а не дифракция рентгеновских лучей». Эта цель была частично достигнута, хотя рентгеновская дифракция по-прежнему широко применяется для определения многих атомных структур. На диаграмме справа показан типичный спектр ядерного магнитного резонанса (ЯМР) молекулы борана.
Липскомб исследовал «... карбораны, C2B10H12 и места электрофильной атаки на эти соединения с использованием спектроскопии ядерного магнитного резонанса (ЯМР). Эта работа привела к публикации по теории химических сдвигов первых точных значений констант, описывающих поведение нескольких типов молекул в магнитных или электрических полях».
Большая часть этой работы обобщена в книге Гарета Итона и Уильяма Липскомба «ЯМР-исследования борных гидридов и родственных соединений».

### Химия бора и природа химической связи
В этой области Липскомб изначально предполагал более амбициозный проект: «Моим первоначальным намерением в конце 1940-х было потратить несколько лет на понимание боранов, а затем открыть систематическое валентное описание огромного количества электронно-дефицитных интерметаллических соединений. Я немного продвинулся в этом направлении. Вместо этого область химии бора значительно выросла, и только появляется понимание некоторых его сложностей». Примерами таких интерметаллических соединений являются KHg13 и Cu5Zn. Из 24 000 таких соединений известны структуры всего 4000 (в 2005 году), и мы не можем предсказать структуры других комплексов, поскольку недостаточно понимаем природу химической связи. Это исследование не увенчалось успехом, отчасти потому, что расчетное время, необходимое для интерметаллических соединений, было недоступно в 1960-х годах, но были достигнуты промежуточные цели, связанные с соединениями бора. Этого было достаточно для получения Нобелевской премии.
Липскомб вывел молекулярную структуру боранов  с использованием рентгеновской кристаллографии в 1950-х годах и разработал теории, чтобы объяснить их химические связи. Позже он применил те же методы к смежным проблемам, включая структуру карборанов (соединений углерода, бора и водорода).
Липскомб, пожалуй, больше всего известен  благодаря предложенным им механизмом трехцентровой двухэлектронной связи.
Трехцентровая двухэлектронная связь показана в диборане (диаграммы справа). В обычной ковалентной связи пара электронов связывает два атома вместе, по одному на обоих концах связи, как на иллюстрациях B-H связи. В трехцентровой двухэлектронной связи пара электронов связывает три атома (атом бора на обоих концах и атом водорода в середине) Например B-H-B связь, сверху и снизу иллюстраций.
Группа Липскомба не предлагала и не обнаруживала трехцентровую двухэлектронную связь и не разрабатывала формулы, которые дают предложенный механизм. В 1943 году Лонге-Хиггинс, будучи еще студентом в Оксфорде, первым объяснил структуру и связь гидридов бора. В документе, в котором сообщается о работе, написанной его наставником Р. П. Беллом, также рассматривается история предмета, начинающегося с работы Дильтей. Вскоре после этого Прайс методами спектроскопии подтвердил структуру диборана, описанную  Лонге-Хиггинсом.  Эберхардт, Кроуфорд и Липскомб предложили механизм трехцентровой двухэлектронной связи, оперируя расчетными формулами Эдмистона, Руэденберга и Бойса.
В рассмотренном выше документе Эберхардта, Кроуфорда и Липскомба также был описан метод «styx number» для описания некоторых видов бор-гидридных связей.
Дрейфующие атомы были головоломкой, разрешенной Липскомбом в одной из его нескольких работ без соавторов. Соединения бора и водорода имеют тенденцию образовывать замкнутые структуры клеток. Иногда атомы в вершинах этих клеток перемещаются на существенных расстояниях друг от друга. DSD механизм (диаграмма слева) был предложен Липскомбом для объяснения этой перегруппировки. Следуя из диаграммы, пара треугольников, затененных синим цветом, имеют общую связь, которая ломается, образуя квадрат, а затем квадрат сворачивается обратно в форму алмаза, связывая атомы, которые ранее не были связаны. Некоторые исследователи обнаружили нечто больше в этих перестановках.
Структура B10H16 (диаграмма справа), определенная Граймсом, Вангом, Левином и Липскомбом, обнаружила связь непосредственно между двумя атомами бора без концевых атомов водорода, что ранее не было видно в других гидридах бора.
Группа Липскомба разработала как эмпирические, так и квантовомеханические методы расчета. В результате расчетов этими методами были получены точные молекулярные орбитали самосогласованного поля Хартри-Фока, которые были использованы для изучения боранов и карборанов.
Этановый барьер (диаграмма слева) был впервые точно рассчитан Питцером и Липскомбом с использованием метода Хартри-Фока.
Липскомб продолжал детально изучать частичное связывание через «... теоретические исследования многоцентровых химических связей, включая как делокализованные, так и локализованные молекулярные орбитали». Это включало «... предлагаемые описания молекулярных орбиталей, в которых связывающие электроны локализуются по всей молекуле».
Последующий лауреат Нобелевской премии Роальд Хоффман был докторантом в лаборатории Липскомба. Под руководством Липскомба расширенный метод молекулярного орбитального расчета Хюкеля был разработан Лоуренсом Лором и Роальдом Хоффманом. Этот метод был позже распространен Хоффманом. В лаборатории Липскомба этот метод был сопоставлен с теорией самосогласованного поля Ньютоном и Бором.
Известный химик М. Фредерик Хоторн провел продолжительные исследования с Липскомбом, большая часть которых обобщена в книге Липскомба «Гидриды бора» - одна из двух книг Уильяма.
Нобелевская премия 1976 года по химии была присуждена Липскомбу «за исследования структуры боранов, освещающих концепцию химических связей». В какой-то мере это является продолжением работы над характером химической связи доктором-советником Уильяма в Калифорнийском технологическом институте Лайнусом Полингом, который был удостоен Нобелевской премии по химии 1954 года «за исследования природы химической связи и ее применения к выяснению структуры сложных веществ
Около половины этого раздела является частью Нобелевской лекции Липскомба.

### Структура и функции больших биологических молекул
Более поздние исследования Липскомба сосредоточены на атомной структуре белков; особенно на том, как работают ферменты. Его группа использовала рентгеновскую дифракцию для описания трехмерной структуры белков вплоть до атомных размеров.
Изображения, приведенные ниже, представляют собой структуры Липскомба из базы данных по белкам. Белки представляют собой цепи аминокислот, а сплошная лента показывает след цепи, состоящий из спиралевидных аминокислот.
Карбоксипептидаза А (слева) была первой белковой структурой из группы Липскомба. Карбоксипептидаза А представляет собой пищеварительный фермент, белок, который переваривает другие белки. Он вырабатывается в поджелудочной железе и транспортируется в неактивной форме в кишечник, где он и активируется. Карбоксипептидаза А переваривает путем измельчения определенных аминокислот одну за другой с одного конца белка. Размеры Карбоксипептидаза А были намного больше тех молекул, которые были получены ранее.

Аспартат карбамоилтрансферазы (справа) была второй белковой структурой группы Липскомба. Для копирования ДНК необходим дублирующий набор ее нуклеотидов. Аспартат карбамоилтрансфераза участвует в создании пиримидиновых нуклеотидов (цитозина и тимидина) и их контроль. Аспартат карбамоилтрансфераза представляет собой комплекс из двенадцати молекул. Шесть крупных каталитических молекул в выполняют свою работу, а шесть небольших регулирующих молекул контролируют, насколько быстро работают каталитические устройства. Аспартат карбамоилтрансфераза стал самой большой молекулой, полученной Липскомбом.

Лейцин-аминопептидаза (слева) по функционалу немного напоминает карбоксипептидазу А. Он отделяет определенные аминокислоты с одного конца белка или пептида.
HaeIII метилтрансфераза (справа) связывается с ДНК и добавляет к ней метильную группу.
Человеческий интерферон бета (слева) высвобождается лимфоцитами в ответ на патогены, чтобы активировать иммунную систему.
Хоризмат мутаза  (справа) катализирует продуцирование аминокислот фенилаланин и тирозин.
Фруктоза-1,6-бисфосфатаза  (слева) и её ингибитор MB06322 (CS-917) были изучены группой Липскомба в 2010 году, разрабатывая возможность лечения для диабета типа 2 с помощью ингибитора MB06322, который замедляет выработку сахара фруктозой-1,6-бисфосфатазой.
Группа Липскомба также принимала участие в исследованиях конканавалина А, глюкагона и карбоангидразы (теоретические исследования).
Последующий лауреат Нобелевской премии Томас А. Штейц был докторантом в лаборатории Липскомба. После задачи по определению структуры мелкой молекулы метилэтиленфосфата, Штейц внес вклад в определение атомных структур карбоксипептидазы А и аспартат-карбамоилтрансферазы. Он был удостоен Нобелевской премии по химии за 2009 год за определение еще более крупной структуры большой 50S рибосомной субъединицы, что привело к началу разработки возможных методов лечения.
Лауреат Нобелевской премии по химии Ада Йонат, разделившаяся ее в 2009 году с Томасом А. Стейцем и Венкатраманом Рамакришнаном, провела некоторое время в лаборатории Липскомба, где и она, и Штеиц были вдохновлены продолжить разработку своих собственные крупных биологических структур. Это было, когда она была аспирантом в Массачусетском технологическом институте в 1970 году.

### Другие результаты
Низкотемпературная рентгеновская дифракция впервые была внедрена в лаборатории Липскомба примерно в то же время, что и в лаборатории Исадора Фаньюкена в тогдашнем Политехническом институте Бруклина. Липскомб начал с изучения соединений азота, кислорода, фтора и других веществ, которые были твердыми только ниже температуры жидкого азота, но другие преимущества в конечном итоге сделали низкотемпературные процедуры нормой. Хранение кристалла в холоде во время сбора данных дает менее размытую трехмерную картину электронной плотности, поскольку атомы имеют меньшее тепловое движение. Кристаллы могут давать хорошие данные в рентгеновском луче дольше, подвергаясь меньшим повреждениям и потерям.
Липскомбом и его учениками изучались и другие важные соединения. К ним относятся гидразин, димер оксида азота (NO) , комплексы металлов c дитиоленами, метилэтиленфосфат, амиды ртути, NO, кристаллический фтористый водород, черная соль  Руссена, (PCF3)5, комплексы циклооктатетраена с трикарбонилом железа и лейрокристина (Винкристин), который используется в противораковой терапии.
Минерал липскомбит был назван в честь профессора Липскомба минералогом Джоном Грунером.

## Награды
- Член Американской академии искусств и наук с 1960 года[78].
- Член Национальной академии наук США (1961)[79]
- Член Консультативного совета факультета Исследовательского журнала МИТ-Гарвард
- Иностранный член Королевской академии искусств Нидерландов (1976)[80]
- Нобелевская премия по химии (1976)

Полный список премий и почестей Липскомба находится в его биографической справке.